# 빈라덴가

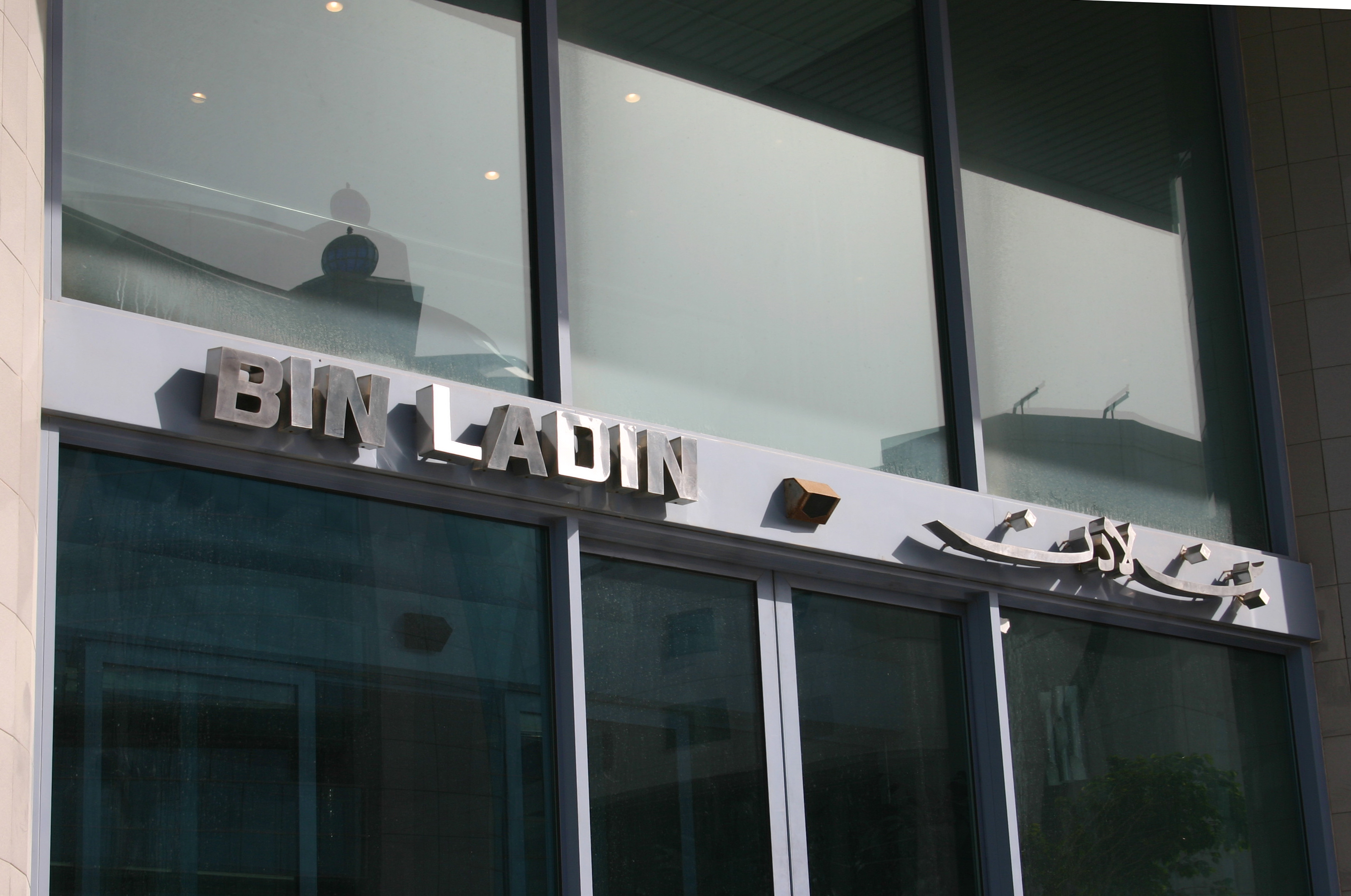
사우디아라비아에 있는 빈 라덴 가문의 사무소

빈 라덴가(아랍어: بن لادن 빈 라딘[*])는 사우디 왕가의 측근 인사들과 긴밀한 관계가 있는 부유층 가문이다. 빈 라덴 가문 출신인, 전 알카에다의 수장이었던 오사마 빈 라덴의 활동으로 인해, 언론 매체의 관심 및 조사 대상이 되었다.